# روی کلیتون
روی کلیتون (انگلیسی: Roy Clayton؛ زادهٔ ۱۸ فوریهٔ ۱۹۵۰) بازیکن فوتبال اهل بریتانیا است.
از باشگاه‌هایی که در آن بازی کرده‌است می‌توان به باشگاه فوتبال آکسفورد یونایتد، باشگاه فوتبال نانیتون تاون، باشگاه فوتبال کوربی تاون، باشگاه فوتبال کترینگ تاون، و باشگاه فوتبال بارنت اشاره کرد.